# Epiblema damascena
Epiblema damascena is een vlinder uit de familie van de bladrollers (Tortricidae). De wetenschappelijke naam van de soort is voor het eerst geldig gepubliceerd in 1967 door Tuleskov & Nikolova.